# Prionus spinipennis
Prionus spinipennis là một loài bọ cánh cứng trong họ Cerambycidae.